# Arthur Vichot
Arthur Vichot (Colombier-Fontaine, 26 de noviembre de 1988) es un ciclista francés que fue profesional entre 2010 y 2020.

## Biografía
Miembro del CR4C Roanne, Arthur Vichot ganó en 2008 el Tour de Charolais, el Circuit des 2 Provinces, así como una etapa del prestigioso GP Guillaume Tell con el equipo amateur de Francia. Su año 2009 fue todavía mejor y le permitió fichar por la Française des Jeux para la temporada 2010.
En su primera carrera profesional en enero de 2010, en el Tour Down Under, fue elegido por un grupo de fanes australianos para una campaña de publicidad de Buzz.
Es el primo de Frédéric Vichot, ciclista profesional de 1981 a 1992. Su padre Max Vichot ha creado la marca de llantas Max-Wheel donde él es el embajador.
Su máximos logros como ciclista fueron ganar el Campeonato francés en ruta tanto en 2013 como en 2016.
De cara al año 2019 abandonó la FDJ para competir con el Vital Concept-B&B Hotels, donde estuvo hasta 2020, momento en el que decidió poner punto final a su trayectoria deportiva.

## Palmarés
2010
- 1 etapa de la París-Corrèze

2011
- Les Boucles du Sud Ardèche
- Tour de Doubs

2012
- 1 etapa del Critérium del Dauphiné

2013
- Tour de Haut-Var
- Campeonato de Francia en Ruta

2014
- 1 etapa de la París-Niza

2016
- Tour de Haut-Var, más 1 etapa
- Campeonato de Francia en Ruta

2017
- Gran Premio Ciclista la Marsellesa
- Tour de Haut-Var

2018
- Tour de l'Ain, más 1 etapa

## Resultados en Grandes Vueltas y Campeonatos del Mundo
| Carrera         | Carrera         | 2010 | 2011  | 2012 | 2013 | 2014 | 2015 | 2016 | 2017 | 2018 | 2019 | 2020 |
| --------------- | --------------- | ---- | ----- | ---- | ---- | ---- | ---- | ---- | ---- | ---- | ---- | ---- |
|                 | Giro de Italia  | —    | —     | —    | —    | —    | —    | —    | —    | —    | —    | —    |
|                 | Tour de Francia | —    | 104.º | 94.º | 66.º | Ab.  | —    | 78.º | Ab.  | 41.º | —    | —    |
|                 | Vuelta a España | Ab.  | —     | —    | —    | —    | —    | —    | —    | —    | —    | —    |
| Mundial en Ruta | Mundial en Ruta | —    | —     | —    | 18.º | —    | —    | —    | —    | —    | —    | —    |

—: no participa

Ab.: abandono